# Zuidoost-Bulgarije
Zuidoost-Bulgarije of Joegoiztotsjen (Bulgaars: Югоизточен) is een regio in het zuidoosten van Bulgarije. Het gebied bestaat uit de volgende (vier) oblasten: Boergas, Jambol, Sliven en Stara Zagora. De regio heeft een oppervlakte van ongeveer 19.800 km² en de hoofdplaats is Boergas met c. 200.000 inwoners. Eind 2021 had de regio naar schatting ruim 1.000.000 inwoners en een bevolkingsdichtheid van 51 inw./km².
De regio Joegoiztotsjen is een van de vijf Bulgaarse regio’s die voorkomt in de lijst van de top tien armste regio’s van de Europese Unie, gebaseerd op het bruto binnenlands product (BBP) per inwoner in koopkrachtstandaard. Volgens Eurostat was het BBP per hoofd van de bevolking slechts 37% van het EU-gemiddelde.

## Bevolking
Op 31 december 2021 had de regio Joegoiztotsjen naar schatting 1.010.263 inwoners - ongeveer 15% van de Bulgaarse bevolking, waarvan 488.619 mannen en 521.644 vrouwen. Volgens de voorlopige resultaten van de Bulgaarse volkstelling van 2021 woonden er in september-oktober 2021 slechts 907.396 mensen in de vier zuidoostelijke oblasten.
| De bevolkingsontwikkeling van de regio Joegoiztotsjen (en oblasten afzonderlijk)                                                   | De bevolkingsontwikkeling van de regio Joegoiztotsjen (en oblasten afzonderlijk) | De bevolkingsontwikkeling van de regio Joegoiztotsjen (en oblasten afzonderlijk) | De bevolkingsontwikkeling van de regio Joegoiztotsjen (en oblasten afzonderlijk) | De bevolkingsontwikkeling van de regio Joegoiztotsjen (en oblasten afzonderlijk) | De bevolkingsontwikkeling van de regio Joegoiztotsjen (en oblasten afzonderlijk) | De bevolkingsontwikkeling van de regio Joegoiztotsjen (en oblasten afzonderlijk) | De bevolkingsontwikkeling van de regio Joegoiztotsjen (en oblasten afzonderlijk) | De bevolkingsontwikkeling van de regio Joegoiztotsjen (en oblasten afzonderlijk) | De bevolkingsontwikkeling van de regio Joegoiztotsjen (en oblasten afzonderlijk) | De bevolkingsontwikkeling van de regio Joegoiztotsjen (en oblasten afzonderlijk) | De bevolkingsontwikkeling van de regio Joegoiztotsjen (en oblasten afzonderlijk) | De bevolkingsontwikkeling van de regio Joegoiztotsjen (en oblasten afzonderlijk) | De bevolkingsontwikkeling van de regio Joegoiztotsjen (en oblasten afzonderlijk) | De bevolkingsontwikkeling van de regio Joegoiztotsjen (en oblasten afzonderlijk) | De bevolkingsontwikkeling van de regio Joegoiztotsjen (en oblasten afzonderlijk) | De bevolkingsontwikkeling van de regio Joegoiztotsjen (en oblasten afzonderlijk) | De bevolkingsontwikkeling van de regio Joegoiztotsjen (en oblasten afzonderlijk) | De bevolkingsontwikkeling van de regio Joegoiztotsjen (en oblasten afzonderlijk) |
| Jaar | 1934                                                                             | 1946                                                                             | 1956                                                                             | 1965                                                                             | 1975                                                                             | 1985                                                                             | 1992                                                                             | 2001                                                                             | 2011                                                                             | 2021* (schatting)                                                                | 2021** (volkstelling)                                                            |                                                                                  |                                                                                  |                                                                                  |                                                                                  |                                                                                  |                                                                                  |                                                                                  |
| --- | -------------------------------------------------------------------------------- | -------------------------------------------------------------------------------- | -------------------------------------------------------------------------------- | -------------------------------------------------------------------------------- | -------------------------------------------------------------------------------- | -------------------------------------------------------------------------------- | -------------------------------------------------------------------------------- | -------------------------------------------------------------------------------- | -------------------------------------------------------------------------------- | -------------------------------------------------------------------------------- | -------------------------------------------------------------------------------- | -------------------------------------------------------------------------------- | -------------------------------------------------------------------------------- | -------------------------------------------------------------------------------- | -------------------------------------------------------------------------------- | -------------------------------------------------------------------------------- | -------------------------------------------------------------------------------- | -------------------------------------------------------------------------------- |
| Boergas | 284 931                                                                          | 318 947                                                                          | 355 079                                                                          | 388 877                                                                          | 421 452                                                                          | 449 521                                                                          | 441 085                                                                          | 423 552                                                                          | 415 817                                                                          | 408 704                                                                          | 360 587                                                                          |                                                                                  |                                                                                  |                                                                                  |                                                                                  |                                                                                  |                                                                                  |                                                                                  |
| Jambol | 157 660                                                                          | 177 627                                                                          | 187 278                                                                          | 187 381                                                                          | 182 038                                                                          | 182 034                                                                          | 175 839                                                                          | 156 070                                                                          | 131 447                                                                          | 114 361                                                                          | 103 649                                                                          |                                                                                  |                                                                                  |                                                                                  |                                                                                  |                                                                                  |                                                                                  |                                                                                  |
| Sliven | 154 324                                                                          | 169 230                                                                          | 188 373                                                                          | 217 170                                                                          | 230 827                                                                          | 237 764                                                                          | 234 785                                                                          | 218 474                                                                          | 197 493                                                                          | 180 058                                                                          | 157 113                                                                          |                                                                                  |                                                                                  |                                                                                  |                                                                                  |                                                                                  |                                                                                  |                                                                                  |
| Stara Zagora | 289 411                                                                          | 308 405                                                                          | 324 362                                                                          | 362 018                                                                          | 396 766                                                                          | 411 990                                                                          | 397 339                                                                          | 370 615                                                                          | 333 265                                                                          | 307 140                                                                          | 286 086                                                                          |                                                                                  |                                                                                  |                                                                                  |                                                                                  |                                                                                  |                                                                                  |                                                                                  |
| Joegoiztotsjen (totaal) | 886 326                                                                          | 974 209                                                                          | 1 055 092                                                                        | 1 155 446                                                                        | 1 231 083                                                                        | 1 281 309                                                                        | 1 249 048                                                                        | 1 168 711                                                                        | 1 078 022                                                                        | 1 010 263                                                                        | 907 396                                                                          |                                                                                  |                                                                                  |                                                                                  |                                                                                  |                                                                                  |                                                                                  |                                                                                  |
| * Bevolkingsprognose op basis van ingezetenen - 31 december 2021 ** Preliminaire resultaten van de volkstelling - 7 september 2021 |                                                                                  |                                                                                  |                                                                                  |                                                                                  |                                                                                  |                                                                                  |                                                                                  |                                                                                  |                                                                                  |                                                                                  |                                                                                  |                                                                                  |                                                                                  |                                                                                  |                                                                                  |                                                                                  |                                                                                  |                                                                                  |

De regio Joegoiztotsjen heeft de op een na laagste levensverwachting in de Europese Unie - alleen in Severozapaden was de gemiddelde levensverwachting lager. De gemiddelde levensverwachting was in 2016 ongeveer 74,4 jaar (70,8 jaar voor mannen en 78,3 jaar voor vrouwen) - bijna 11 jaar lager dan de regio met de hoogste levensverwachting, namelijk de Comunidad de Madrid met een gemiddelde levensverwachting 85,2 jaar (82,2 voor mannen en 87,8 voor vrouwen).
In Joegoiztotsjen wonen voornamelijk etnische Bulgaren, maar er is ook een significante minderheid van de Roma (c. 73.350 personen in 2011, oftewel ≈7%). Daarnaast zijn er ook enkele enclaves waarin grotendeels Bulgaarse Turken wonen, bijvoorbeeld in de gemeente Roeën - waar ze c. 85% van de bevolking vormen, maar ook in de gemeenten Ajtos, Pavel Banja, Soengoerlare en Kotel vormen etnische Turken tussen de  25% en 40% van de bevolking. In de volkstelling van 2011 werden in de vier oblasten in totaal 84.773 etnische Turken geregistreerd, oftewel 8% van de totale bevolking.
Mede in verband met de aanwezigheid van diverse minderheidsgroepen, met name de Roma, is het vruchtbaarheidscijfer in Joegoiztotsjen relatief hoog ten opzichte van de rest van Bulgarije. In 2021 kreeg een vrouw in deze regio gemiddeld 1,82 kinderen gedurende haar vruchtbare periode, hetgeen ruim 15% hoger is dan het Bulgaarse gemiddelde van 1,58 kinderen per vrouw. Vooral in de plattelandsgemeenten van de oblasten Sliven en Jambol was het vruchtbaarheidscijfer hoog: gemiddeld 2,60 respectievelijk 2,37 kinderen per vrouw. Ook komen tienerzwangerschappen en tienermoeders relatief vaak voor in deze regio. Van de 9.358 levendgeborenen in 2021 hadden er 1.668 een moeder jonger dan 19 jaar oud ten tijde van de bevalling, hetgeen bijna 18% van alle levendgeborenen was. In Maglizj, Tvarditsa en Boljarovo was zelfs tussen de 35% en 40% van alle moeders in 2021 jonger dan 19 jaar oud.
Noord-Oost (Severoiztotjen) · Noord-Centraal (Severen Tsentralen) · Noord-West (Severozapaden) · Zuid-Oost (Joegoiztotsjen) · Zuid-Centraal (Joezjen Tsentralen) · Zuid-West (Joegozapaden)